# Nuoto ai campionati europei di nuoto 2024 - 50 metri rana maschili
La gara degli 50 metri rana maschili dei campionati europei di nuoto 2024 si è svolta il 21 e il 22 giugno 2024 presso il Centro Sportivo Milan Gale Muškatirović di Belgrado.

## Podio
| Pos.    | Atleta             | Nazione  |
| ------- | ------------------ | -------- |
| Oro     | Hüseyin Emre Sakçı | Turchia  |
| Argento | Noel de Geus       | Germania |
| Bronzo  | Kristian Pitshugin | Israele  |

## Record
Prima della manifestazione il record del mondo (RM) e il record dei campionati (RC) erano i seguenti.
|  | 25"95 | Adam Peaty | 25 luglio 2017 Budapest |
|  | 25"95 | Adam Peaty | 25 luglio 2017 Budapest |
|  | 26"09 | Adam Peaty | 8 febbraio 2018 Glasgow |

Durante la competizione non sono stati migliorati record.

## Programma
| Data           | Ora   | Turno      |
| -------------- | ----- | ---------- |
| 21 giugno 2024 | 9:40  | Batterie   |
| 21 giugno 2024 | 19:34 | Semifinali |
| 22 giugno 2024 | 18:42 | Finale     |

## Risultati

### Batterie
| Pos. | Batteria | Corsia | Atleta                       | Nazionalità | Tempo        | Note |
| ---- | -------- | ------ | ---------------------------- | ----------- | ------------ | ---- |
| 1    | 4        | 4      | Noel de Geus                 | Germania    | 27"07        | Q    |
| 2    | 3        | 9      | Hüseyin Emre Sakçı           | Turchia     | 27"19        | Q    |
| 3    | 3        | 5      | Kristian Pitshugin           | Israele     | 27"26        | Q    |
| 4    | 5        | 3      | Heiko Gigler                 | Austria     | 27"27        | Q    |
| 5    | 5        | 4      | Peter John Stevens           | Slovenia    | 27"30        | Q    |
| 6    | 4        | 6      | Jørgen Bråthen               | Norvegia    | 27"32        | Q    |
| 7    | 3        | 4      | Bernhard Reitshammer         | Austria     | 27"41        | Q    |
| 8    | 5        | 5      | Volodymyr Lisovets           | Ucraina     | 27"43        | Q    |
| 9    | 5        | 2      | Nusrat Allahverdi            | Turchia     | 27"61        | Q    |
| 10   | 3        | 2      | Vojtech Janecek              | Rep. Ceca   | 27"69        | Q    |
| 10   | 5        | 6      | Jan Kalusowski               | Polonia     | 27"69        | Q    |
| 12   | 3        | 3      | Valentin Bayer               | Austria     | 27"72        |      |
| 13   | 4        | 7      | Elias Elsgaard               | Danimarca   | 27"74        | Q    |
| 14   | 4        | 5      | Georgios Aspougalis          | Grecia      | 27"93        | Q    |
| 15   | 3        | 8      | Jonathan Itzhaki             | Israele     | 27"94        | Q    |
| 16   | 5        | 7      | Olli Kokko                   | Finlandia   | 27"97        | Q    |
| 17   | 4        | 8      | Ljubomir Epitropov           | Bulgaria    | 27"99        | Q    |
| 18   | 4        | 3      | Tonislav Sabev               | Bulgaria    | 28"02        |      |
| 19   | 3        | 1      | Snorri Dagur Einarsson       | Islanda     | 28"10        |      |
| 20   | 5        | 8      | Julius Nyberg                | Finlandia   | 28"12        |      |
| 21   | 3        | 7      | Maksym Ovchinnikov           | Ucraina     | 28"17        |      |
| 22   | 2        | 6      | Denis Svet                   | Lettonia    | 28"18        |      |
| 22   | 5        | 1      | Davin Lindholm               | Finlandia   | 28"18        |      |
| 24   | 4        | 9      | Einar Margeir Ágústsson      | Islanda     | 28"19        |      |
| 25   | 4        | 2      | Jonas Gaur                   | Danimarca   | 28"33        |      |
| 26   | 5        | 9      | Vojtech Netrh                | Rep. Ceca   | 28"36        |      |
| 27   | 3        | 0      | Jovan Bojčić                 | Serbia      | 28"66        |      |
| 28   | 2        | 3      | João Reisen                  | Lussemburgo | 28"71        |      |
| 29   | 2        | 7      | Daniils Bobrovs              | Lettonia    | 28"76        |      |
| 30   | 4        | 0      | Jami Ihalainen               | Finlandia   | 28"84        |      |
| 31   | 2        | 1      | Linus Kahl                   | Svezia      | 28"93        |      |
| 31   | 2        | 2      | Luka Eradze                  | Georgia     | 28"93        |      |
| 33   | 2        | 4      | Finn Wendland                | Germania    | 29"01        |      |
| 34   | 2        | 8      | Robert Falborg Pedersen      | Danimarca   | 29"02        |      |
| 35   | 2        | 5      | Constantin Malachi           | Moldavia    | 29"03        |      |
| 36   | 1        | 5      | Bartal Erlingsson Eidesgaard | Fær Øer     | 29"27        |      |
| 37   | 1        | 4      | Vadym Naumenko               | Ucraina     | 29"67        |      |
| 38   | 1        | 3      | Bartal Erlingsson Eidesgaard | Fær Øer     | 32"43        |      |
| DSQ  | 3        | 6      | Andrius Šidlauskas           | Lituania    | Squalificato |      |
| DSQ  | 4        | 1      | Uroš Živanović               | Serbia      | Squalificato |      |

### Semifinali
| Pos. | Batteria | Corsia | Atleta               | Nazionalità | Tempo        | Note |
| ---- | -------- | ------ | -------------------- | ----------- | ------------ | ---- |
| 1    | 1        | 4      | Hüseyin Emre Sakçı   | Turchia     | 26"93        | Q    |
| 2    | 2        | 6      | Bernhard Reitshammer | Austria     | 27"04        | Q    |
| 3    | 2        | 4      | Noel de Geus         | Germania    | 27"06        | Q    |
| 4    | 2        | 5      | Kristian Pitshugin   | Israele     | 27"09        | Q    |
| 5    | 1        | 6      | Volodymyr Lisovets   | Ucraina     | 27"25        | Q    |
| 6    | 1        | 5      | Heiko Gigler         | Austria     | 27"33        | Q    |
| 7    | 2        | 3      | Peter John Stevens   | Slovenia    | 27"35        | Q    |
| 8    | 2        | 2      | Nusrat Allahverdi    | Turchia     | 27"42        | Q    |
| 9    | 2        | 7      | Jan Kalusowski       | Polonia     | 27"43        |      |
| 10   | 1        | 3      | Jørgen Bråthen       | Norvegia    | 27"56        |      |
| 11   | 1        | 7      | Elias Elsgaard       | Danimarca   | 27"61        |      |
| 12   | 1        | 1      | Jonathan Itzhaki     | Israele     | 28"03        |      |
| 13   | 2        | 1      | Georgios Aspougalis  | Grecia      | 28"07        |      |
| 14   | 2        | 8      | Olli Kokko           | Finlandia   | 28"38        |      |
| DSQ  | 1        | 2      | Vojtech Janecek      | Rep. Ceca   | Squalificato |      |
| DSQ  | 1        | 8      | Ljubomir Epitropov   | Bulgaria    | Squalificato |      |

### Finale
| Pos.    | Corsia | Atleta               | Nazionalità | Tempo        | Note |
| ------- | ------ | -------------------- | ----------- | ------------ | ---- |
| Oro     | 4      | Hüseyin Emre Sakçı   | Turchia     | 26"92        |      |
| Argento | 3      | Noel de Geus         | Germania    | 26"93        |      |
| Bronzo  | 6      | Kristian Pitshugin   | Israele     | 27"02        |      |
| 4       | 5      | Bernhard Reitshammer | Austria     | 27"07        |      |
| 5       | 7      | Heiko Gigler         | Austria     | 27"25        |      |
| 6       | 8      | Nusrat Allahverdi    | Turchia     | 27"35        |      |
| 7       | 1      | Peter John Stevens   | Slovenia    | 27"39        |      |
| 8       | 2      | Volodymyr Lisovets   | Ucraina     | Squalificato |      |